# 旌表节孝牌坊
旌表节孝牌坊位于中国广东省肇庆市端州区石咀街，建于清嘉庆二十五年（1820年）。2003年5月6日公布为肇庆市文物保护单位。
牌坊坐北向南，用花岗岩石砌成，四柱三门。柱方形，正门上横额两面均刻有“圣旨”和“旌表节孝“。左侧刻“嘉庆庚辰仲秋吉旦“，右侧刻有”龚胡氏立“。两旁刻有人像，牌坊右侧门上横额刻有“翁姑继逝，与庶姑苦节同守，现年六十余岁，节孝克全，都人重之，请诸大宪奏准，奉旨旌表，略述其概，以励贞操云，阖邑绅士识“。左侧门于抗日战争期间为日机炸毁。